# Hypocaccus dimidiatipennis
Hypocaccus dimidiatipennis är en skalbaggsart som först beskrevs av J. E. Leconte 1824.  Hypocaccus dimidiatipennis ingår i släktet Hypocaccus och familjen stumpbaggar. Inga underarter finns listade i Catalogue of Life.